# Еорьос-Карайскакис
Ео́рьос-Карайска́кис (греч. Δήμος Γεωργίου Καραϊσκάκη)  — община (дим) в Греции. Входит в периферийную единицу Арту в периферии Эпире. Население 5780 жителей по переписи 2011 года. Площадь 463,889 квадратного километра. Плотность 12,46 человека на квадратный километр. Административный центр — Ано-Календини, исторический центр — Пиге. Димархом на местных выборах 2014 года избран Периклис Мигдос (Περικλής Μίγδος).
Община создана в 1997 году (ΦΕΚ 244Α). В 2010 году по программе «Калликратис» (ΦΕΚ 87Α) к общине Еорьос-Карайскакис присоединены упразднённые общины Ираклия и Тетрафилия.
Названа в честь Георгиоса Караискакиса (1782—1827), вождя Греческой революции 1821 года.

## Административное деление

Административное деление общины:
1 — Ираклия
2 — Еорьос-Карайскакис (снизу), Тетрафилия

Община (дим) Еорьос-Карайскакис делится на три общинные единицы.